# Nam Min-Seo
Nam Min-Seo es una deportista surcoreana que compite en taekwondo. Ganó una medalla de oro en el Campeonato Asiático de Taekwondo de 2022, en la categoría de –62 kg.

## Palmarés internacional
| Campeonato Asiático | Campeonato Asiático       | Campeonato Asiático | Campeonato Asiático |
| Año                 | Lugar                     | Medalla             | Categoría           |
| ------------------- | ------------------------- | ------------------- | ------------------- |
| 2022                | Chuncheon (Corea del Sur) | Medalla de oro      | –62 kg              |